# Давлетшин, Евгений Геннадьевич
Евгений Геннадьевич (в ряде источников — Олег) Давлетшин (21 апреля 1972, Свердловск, СССР) — советский и российский футболист, выступавший на позиции крайнего полузащитник, игрок в мини-футбол; мини-футбольный тренер.
Окончил Уральский государственный университет физической культуры.

## Биография
Воспитанник ДЮСШ «Уралмаш» Свердловск. В 1989, 1991—1993 годах за «Уралмаш» провёл 31 игру, забил один гол, в высшей лиге чемпионата России — 21 (1). Параллельно играл в фарм-клубе «МЦОП-Металлург» Верхняя Пышма в 1989, 1991—1992 годах. В 1994—1995 годах играл во второй лиге за «Уралец» Нижний Тагил.
В 1995—1999 годах играл в мини-футбольном клубе «Уралмаш-М», в 2000—2002 — в «ВИЗ-Синаре».
С 2002 года — тренер, в 2013 году с командой «ВИЗ-95» стал победителем юношеской Суперлиги.
С 3 апреля 2015 по 15 февраля 2023 — главный тренер команды «Синара».
С мая 2023 года — главный тренер клуба «Сиб-Транзит», с которым сезон-2023/24 провёл Суперлиге, а сезон-2024/25 продолжил в Высшей лиге.